# Kanton Vailly-sur-Sauldre
Der Kanton Vailly-sur-Sauldre war bis 2015 ein französischer Wahlkreis im Département Cher und in der Region Centre-Val de Loire. Er umfasste elf Gemeinden im Arrondissement Bourges; sein Hauptort (frz.: chef-lieu) war Vailly-sur-Sauldre. Die landesweiten Änderungen in der Zusammensetzung der Kantone brachten im März 2015 seine Auflösung. Vertreter im conseil général des Départements war zuletzt für die Jahre 1985–2015 Pierre Rabineau.

## Gemeinden
| Gemeinde           | Einwohner Jahr | Fläche km² | Bevölkerungsdichte | Postleitzahl | Code INSEE |
| ------------------ | -------------- | ---------- | ------------------ | ------------ | ---------- |
| Assigny            | 161 (2013)     | –          | – Einw./km²        | 18260        | 18014      |
| Barlieu            | 382 (2013)     | –          | – Einw./km²        | 18260        | 18022      |
| Concressault       | 215 (2013)     | –          | – Einw./km²        | 18260        | 18070      |
| Dampierre-en-Crot  | 208 (2013)     | –          | – Einw./km²        | 18260        | 18084      |
| Jars               | 525 (2013)     | –          | – Einw./km²        | 18260        | 18117      |
| Le Noyer           | 229 (2013)     | –          | – Einw./km²        | 18260        | 18168      |
| Subligny           | 342 (2013)     | –          | – Einw./km²        | 18260        | 18256      |
| Sury-ès-Bois       | 256 (2013)     | –          | – Einw./km²        | 18260        | 18259      |
| Thou               | 75 (2013)      | –          | – Einw./km²        | 18260        | 18264      |
| Vailly-sur-Sauldre | 748 (2013)     | –          | – Einw./km²        | 18260        | 18269      |
| Villegenon         | 226 (2013)     | –          | – Einw./km²        | 18260        | 18284      |